# Stactobiella alasignata
Stactobiella alasignata är en nattsländeart som beskrevs av Lazar Botosaneanu 1993. Stactobiella alasignata ingår i släktet Stactobiella och familjen smånattsländor. Inga underarter finns listade i Catalogue of Life.